# DALL-E
A DALL-E (stilizálva: DALL·E) és a DALL-E 2 gépi tanuló mesterséges intelligenciák, amiket az OpenAI készített és képeket hoz létre egy szöveges leírás alapján. A DALL-E-t 2021 januárjában jelentette be az OpenAI és a GPT-3 egy verzióját használjak képek készítésére. 2022 áprilisában az OpenAI bejelentette a DALL-E 2 kiadását, amivel az volt a céljuk, hogy valóságszerűbb képeket tudjanak generálni, jobb felbontásban.
Az OpenAI nem adta ki egyik verzió forráskódját se, de részletei elérhetőek a cég hivatalos weboldalán. A DALL-E 2 2022 júliusában érte el a béta fázist és 1 millió embert hívtak meg a tesztelésre. Több imitációt is kiadtak más cégek, kisebb befektetésekkel és sokkal kevesebb adatforrással.
A szoftver neve a WALL·E Pixar-karakter és Salvador Dalí spanyol művész nevén alapuló szóösszerántás.

## Technológia
A Generative Pre-trained Transformer (GPT) modellt az OpenAI 2018-ban hozta létre. Az első kiadás alapján hozták létre a GPT-2-t 2019-ben, majd a GPT-3-t 2020-ban. A DALL-E modellje a GPT-3 multimodális implementációja, ami „szöveget pixelekre cserél.” A DALL-E 2 3,5 milliárd paramétert használ, ami kevesebb, mint elődje, 12 milliárddal.
A DALL-E-t a CLIP-pel (Contrastive Language-Image Pre-training) együtt fejlesztették ki és jelentették be. A CLIP egy külön model, ami 400 millió képet tud összepárosítani szöveggel. A fő feladata, hogy átnézze azokat a képeket, amiket a DALL-E létrehozott és kiválasztja közülük a leginkább megfelelő végeredményeket.

## Galéria
A DALL-E (vagy DALL-E 2) által készített képek válogatása, azok leírásával
- Színes II. világháborús propaganda-poszter, Wikipédiát szerkesztő madarászokról
- Mű egy tehénről az 1960-as évek stílusában, ahogy elrabolják az UFO-k a középnyugaton
- Egy aranybőrű nő, aki díszeket visel a fején és arany díszeket a testén, egy tóban állva
- Egy nő, aki fejét kidugja egy autó ablakán, az ismeretlen jövőről gondolkozik. Tipikus MI által generált hiperrealisztikus kép.
- Megzavarodott medve matek órán
- Egy könyvet kezében tartó szemüveges nő almát szed egy fáról
- Egy shiba inu kutya fekete garbóban és svájcisapkában
- Egy űrhajós lebeg a fekete űrben, sokszínű lebegő virágok által körbevéve